# Two Feet
Закхарі Вільям «Білл» Десс, більш відомий під сценічним ім'ям Two Feet — співак, композитор та продюсер з Нью-Йорка, США.
Перед тим як заснувати Two feet, Білл грав у місцевих джазових та блюзових ансамблях. Після того як його трек Go Fuck Yourself став вірусним, музикант підписав контракт з Republic Records . Сингл досяг 36 місця в Hot Rock Songs chart американського журналу Billboard. . Його наступний сингл I Feel Like I'm Drowning досяг першого місця в чарті Alternative Songs 2018.

## Психічне здоров'я
31 липня 2018 року Білл написав у своєму акаунті в Твіттері прощальний пост, який згодом був видалений:
Багато моїх фанатів живуть тут, у Твіттері та Spotify . Я хочу сказати всім вам, 12 тисячам, що я вас дуже люблю. Сподіваюся, певною мірою, я допоміг вам. Знаю, це може бути дивно — постити суїцидальний лист до Твіттера. Але це світ, у якому ми живемо. Я завжди був абсолютно чесний із вами. У будь-якому разі я вас люблю— 
Після цих твітів з'явилися новини про госпіталізацію Білла, після чого через місяць, 31 серпня 2018 року, музикант опублікував листа з вибаченнями на своїй сторінці у Facebook, в якому говорить про події того дня:
31 липня я намагався накласти на себе руки. Після вечері я прийшов додому, випив залишки прописаного мені клоназепаму, випив пів пляшки Jack Daniel's, порізав зап'ястя, заліз у наповнену ванну і знепритомнів. Це диво, що я живий. І я вдячний за це.— [джерело?]
Також він згадує про те, що у нього була діагностована шизофренія, але згодом, за словами самого Вільяма, діагноз виявився невірним і був виправлений на біполярний афективний розлад . Музикант зазначає, що зараз відбувається лікування.
У листі Білл говорить про те, що збирається продовжувати робити те, що він любить, і закликає людей із суїцидальними думками звертатися за допомогою до фахівців.

## Дискографія

### EP
- First Steps EP (Majestic Casual Records, 2016)
- Momentum EP (Majestic Casual Records, 2017)

### Альбоми
- A 20 Something F**k (Republic Records, 2018)
- Pink (Republic Records, 2020)
- Max Maco Is Dead Right? (AWAL Recordings America, 2021)

### Сингли
- Not Me (feat. Melvv[голе посилання], 2016)
- Had Some Drinks (Majestic Casual Records, 2017, з альбому Momentum)
- Twisted (Majestic Casual Records, 2017, з альбому Momentum)
- Your Mother Was Cheaper (Majestic Casual Records, 2017, з альбому Momentum)
- Love Is A Bitch (Majestic Casual Records, 2017, з альбому Momentum)
- Go Fuck Yourself (Republic Records, 2017, з альбому First Steps)
- Her Life (Republic Records, 2017, з альбому First Steps)
- Quick Musical Doodles & Sex (Republic Records, 2017, з альбому First Steps)
- You're So Cold (Republic Records, 2017, з альбому First Steps)
- I Feel Like I'm Drowning (Republic Records, 2018)
- Same Old Song (SOS, Pt.1) (Republic Records, 2018)
- Hurt People (Republic Records, 2018)
- Lost The Game (Republic Records, 2018)
- I Want It (Republic Records, 2018)
- Think I'm Crazy (AWAL Recordings America, inc, 2020)